# Paolo Sottopietra
Paolo Sottopietra (ur. 18 sierpnia 1967) – włoski duchowny rzymskokatolicki, od 2013 przełożony generalny Bractwa Kapłańskiego Misjonarzy św. Karola Boromeusza.

## Życiorys
Święcenia kapłańskie przyjął w 1995. Urząd przełożonego generalnego pełni od 1 lutego 2013.